# Serratiflustra serrulata
Serratiflustra serrulata är en mossdjursart som först beskrevs av Busk 1880.  Serratiflustra serrulata ingår i släktet Serratiflustra och familjen Flustridae.
Artens utbredningsområde är Norra Ishavet. Inga underarter finns listade i Catalogue of Life.